# Onthophagus hidakai
Onthophagus hidakai är en skalbaggsart som beskrevs av Teruo Ochi och Masahiro Kon 1995. Onthophagus hidakai ingår i släktet Onthophagus och familjen bladhorningar. Inga underarter finns listade i Catalogue of Life.